# Parafia św. Kazimierza i św. Jadwigi w Mohylewie
Parafia św. Kazimierza i św. Jadwigi w Mohylewie (biał. Парафія Св. Казіміра і св. Ядвігі y Магілёве) – parafia rzymskokatolicka w Mohylewie. Jest siedzibą dekanatu mohylewskiego archidiecezji mińsko-mohylewskiej. Początki parafii sięgają 1604 r. Parafię prowadzą dominikanie.

## Historia
Kościół św. Kazimierza, zwany farnym, został ufundowany w 1604 r. przez Zygmunta III Wazę.  
W 1618 r. miały miejsce zamieszki religijne przeciw św. Jozafatowi Kuncewiczowi. W 1648 miasto zostało zniszczone przez wojska kozackie. W 1653 r. podymne z dóbr wynosiło 97 złp. 15 gr. i płacono je od 66 domów. W 1669 r. parafia leżała w dekanacie orszańskim (synod Sapiehy). W 1673 r. podymne z dóbr plebanii płacono od 75 domów. Do 1682 r. funkcje wikariuszy pełnili zaproszeni przez proboszcza misjonarze jezuiccy. W 1674 r. wizytator zapisał: kościół spalony „tylko szopa”.  
W 1692 r. w wyniku rozruchów religijnych zabito mieszczanina Zienkowicza. W 1708 kozacy spalili Mohylew. W 1744 parafia leżała w dekanacie orszańskim diecezji wileńskiej. Na terenie parafii znajdowały się miejscowości: Mohylew, Paszkow, Pieczersk, Buynicze, Daszkowka, Zadnieprzanie, Połuykiewicze, Kirkorowka, Chociatow, Chaćkowicze (możliwe, że w tych miejscowościach znajdowały się kaplice). W 1773 r. na terenie miasta w 3 klasztorach męskich mieszkało 20 kapłanów.
W tym samym roku władze rosyjskie nadały świątyni tytuł katedry. 12 maja 1774 papież Klemens XIV potwierdził jurysdykcję nad katolikami w Rosji dla bp. Siestrzeńcewicza. W 1782 Katarzyna II wyznaczyła Mohylew na siedzibę arcybiskupstwa dla katolików w Rosji. 26 stycznia 1783 ks. bp Siestrzeńcewicz został uznany arcybiskupem.  
W 1810 r. przebudowano kościół w stylu klasycystycznym.
W 1841 na terenie parafii znajdowały się kościoły i kaplice w miejscowościach: Mohylew, Szkłów, Trosna, Ryżkowka, Zamosze, Faszczówka, Faszczówka (cmentarz), Uhły, Kordziejewo. W 1849 była to parafia dekanalna, posiadała kaplicę cmentarną w Mohylewie. W 1852 parafia leżała w dekanacie mohylewskim, posiadała kaplice cmentarną i Mariawitek w Mohylewie oraz podlegała jej parafia Bernardynów. 
W 1863 r. za udział w powstaniu styczniowym rozstrzelano w Mohylewie ks. Benedykta Bugiem.
W 1869 parafia dekanalna posiadała kaplice w miejscowościach: Zarecko, Żule, Ljubuszki, Moszki, Rybcowszczyzna. W 1874 w mieście istniały dwie parafie katolickie (fara i katedra). W 1878 liczyły razem 2376 katolików, posiadały 6 kaplic i klasztor Mariawitek. W 1880 parafia posiadała kaplice w miejscowościach: Zarecko, Lachowszczyzna, Gołubińczyce. W 1907 parafia leżała w dekanacie mohylewsko-horeckim, posiadała kaplice w Zareczu, Lachowszczyźnie, Giłowieńszczyźnie oraz kaplicę cmentarną i Mariawitek w Mohylewie.   
W 1923 parafia posiadała kaplicę pw. św. Jana w Besczynie. W 1931 parafia liczyła 3000 katolików i posiadała kaplice w Zarecku, Lachowszczyźnie i Gołubińczycach. W czasach sowieckich kościół został zamknięty i zamieniony na magazyn.  
Obecnie parafia się odrodziła i prowadzą ją dominikanie. Proboszczem do 2016 r. był o. Roman Shulz OP, lecz białoruskie władze w 2014 r. nie przedłużyły mu wizy, a 2 lata później nie przedłużyły mu pozwolenia na prowadzenie działalności duszpasterskiej. Podczas pełnienia funkcji proboszcza o. Roman Shulz m.in. odremontował kaplicę na cmentarzu katolickim w Mohylewie.

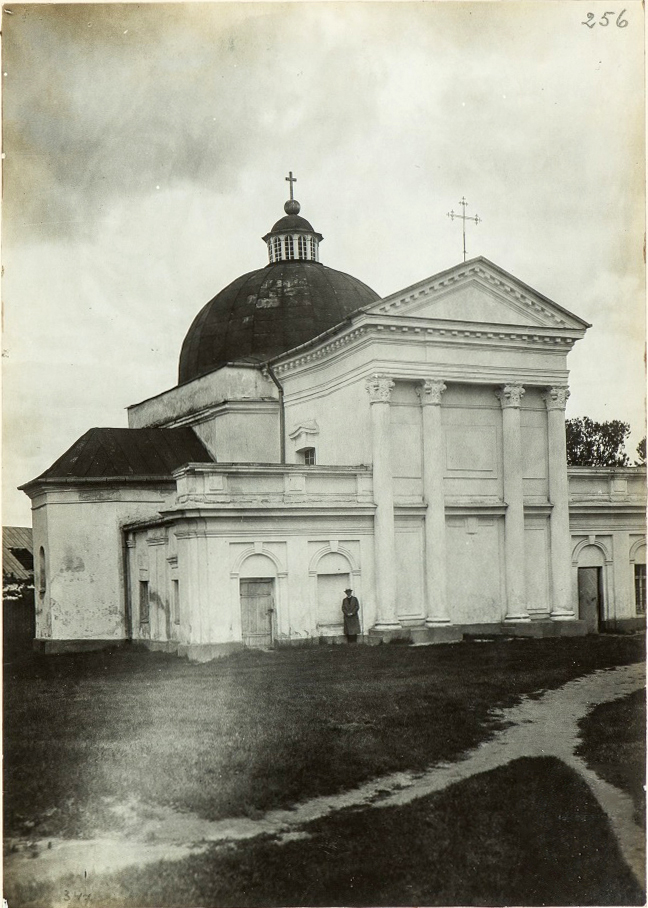
Kościół św. Kazimierza przed 1914 r.

## Demografia
Liczba katolików, wiernych parafii, w poszczególnych latach.

## Proboszczowie parafii[4]
| imię i nazwisko           | daty urzędowania |
| ------------------------- | ---------------- |
| ks. Jan Zdanowicz         | 1672–1673        |
| ks. Ignacy Zdanowicz      | 1673–1674        |
| ks. Cyprian Odyniec       | 1775–1798        |
| ks. Karol Gedymin         | 1809             |
| ks. Antoni Butrym         | 1840–1841        |
| ks. Stanisław Biały       | 1851–1852        |
| ks. Julian Wasikowski     | 1868–1869        |
| ks. Mateusz Rosiński      | 1873–1912        |
| ks. Jan Trojno            | 1912–1913        |
| ks. Leonard Gaszyński     | 1919–1922        |
| ks. Eugeniusz Królikowski | 1922             |
| vacat                     | 1923             |
| o. Roman Shulz OP         |                  |